# Андре Туріньї
Андре Туріньї (фр. André Tourigny; нар. 31 травня 1974) — канадський професійний хокейний тренер, головний тренер команди «Аризона Койотс» Національної хокейної ліги (НХЛ). Раніше працював помічником тренера «Оттава Сенаторс» і «Колорадо Аваланч».

## Тренерська робота
1 липня 2021 року Туріньї призначений головним тренером «Аризона Койотс» уклавши трирічний контракт.